# Portlethen
Portlethen (gael. Port Leathain) – miasto w północno-wschodniej Szkocji, w jednostce administracyjnej (council area) Aberdeenshire, historycznie w hrabstwie Kincardineshire, położone około 10 km na południe od Aberdeen i 1 km od wybrzeża Morza Północnego. W 2011 roku liczyło 7271 mieszkańców.
Nazwę Portlethen nosiła pierwotnie niewielka wieś rybacka położona na klifie na wschód od obecnego miasta, obecnie o nazwie Portlethen Village. Powstanie miasta w latach 70. XX wieku związane było z rozwojem szkockiego przemysłu naftowego. Ulokowane zostały tu liczne zakłady przedsiębiorstw działających w branży usług dla sektora naftowego. Miasto rozwinęło się także jako ośrodek mieszkalny dla osób zatrudnionych na terenie miasta Aberdeen. Funkcjonuje tu również przemysł mięsny.
Portlethen ulokowane jest pomiędzy linią kolejową z Dundee do Aberdeen, a łączącą te miasta drogą A92. Znajduje się tu stacja kolejowa, otwarta od XIX wieku do 1963 roku i ponownie od 1985 roku.